# Stenus minor
Stenus minor är en skalbaggsart som beskrevs av Thomas Casey. Stenus minor ingår i släktet Stenus och familjen kortvingar. Inga underarter finns listade i Catalogue of Life.